# Заболонник струйчатый
Заболонник струйчатый (лат. Scolytus multistriatus) — вид жуков-долгоносиков из подсемейства короедов.
Длина тела взрослых насекомых 2—3,8 мм. Тело смолисто-коричнево-чёрное, блестящее. Усики и ноги жёлто-красные. Голова тёмно-коричневато-чёрная или чёрная.
Обитают в изреженных ильмовых лесах, на опушках и местностями с редкими деревьями вяза (ильма), но особо предпочтительны пойменные леса. Особи заселяют стволы и ветви различных видов вяза, прежде всего сильно ослабленные старые и молодые деревья, а также срубленную древесину.